# Miss World Kosova
Miss World Kosova (Inglés: Miss World Kosovo) anteriormente Miss Univers Kosova (Inglés: Miss Universe Kosovo) es un concurso de belleza que envía representantes de Kosovo al Miss Mundo desde el año 2013.
Este mismo concurso envió representantes de Kosovo al Miss Universo desde 2008 hasta 2012, fallando las semifinales en solo una ocasión.
Actual Miss World Kosovo es Vita Redžepi. Desde 2014 no se ha seleccionado otracandidata kosovar a Miss Mundo

## Historia
El 4 de abril de 2008, Fadil Berisha, el fotógrafo oficial de Miss Universo, acogió la primera edición de "Miss Universo Kosova".
En el Zana Krasniqi fue coronada y por lo tanto representó a Kosovo en el concurso de Miss Universo, terminando en el top 10 (6.ª clasificada).
Esta fue la primera aparición en un concurso de Miss Universo en el que Miss Kosovo, participa desde que declaró su independencia el 17 de febrero de 2008.
Al año siguiente resultó ser otro éxito para el concurso de Miss Universo Kosovo: Marigona Dragusha, mejor  conocida como "Gona Dragusha", terminando como 2.ª Finalista en  Miss Universo 2009 en las Bahamas.
Dos años después, la cantante y modelo estadounidense Afërdita Dreshaj logró ubicarse entre las semininalistas (top 16) donde ocupó el 11º lugar, certamen que se celebró en São Paulo, Brasil, el 12 de septiembre de 2011.
Posteriormente, Diana Avdiu clasificó en el Top 16 del Miss Universo 2012, celebrado en Las Vegas, Estados Unidos, el 19 de diciembre de 2012.
En 2013, los organización Miss Univers Kosova obtuvo la franquicia de Miss Mundo. Diana Avdiu Miss Univers Kosova 2012  coronó a su sucesora Antigona Sejdiu como Miss World Kosova 2013, ella compitió en Miss Mundo 2013 en Indonesia donde no pudo colocar, aunque más tarde, Avdiu coronó a su sucesora Mirjeta Shala como Miss Kosova Univers 2013, sin embargo ella no compitió en Miss Universo 2013 en Rusia debido a los problemas políticos entre ambas naciones.

## Titulares
| Año  | Ganadora          | Lugar de Nacimiento | Nota                    |
| ---- | ----------------- | ------------------- | ----------------------- |
| 2008 | Zana Krasniqi     | Albania             | MU 2008 - Top 10        |
| 2009 | Marigona Dragusha | Kosovo              | MU 2009 - 2.ª finalista |
| 2010 | Kështjella Pepshi | Kosovo              | MU 2010                 |
| 2011 | Afërdita Dreshaj  | Estados Unidos      | MU 2011 - Top 16        |
| 2012 | Diana Avdiju      | Kosovo              | MU 2012 - Top 16        |
| 2013 | Antigona Sejdiju  | Alemania            |                         |
| 2014 | Vita Redžepi      | Kosovo              |                         |
| 2015 | No celebrado      | No celebrado        | No celebrado            |
| 2016 | No celebrado      | No celebrado        | No celebrado            |
| 2017 | No celebrado      |                     |                         |

## Representantes en Miss Mundo
| Año  | Representante    | Colocación   | Premio |
| ---- | ---------------- | ------------ | ------ |
| 2013 | Antigona Sejdiju |              |        |
| 2014 | Vita Redžepi     |              |        |
| 2015 | No participó     | No participó |        |
| 2016 | No participó     | No participó |        |
| 2017 | TBA              | TBA          | TBA    |

### Sobre las ganadoras
- Antigona Sejdiu nació y creció en Alemania, de padres albaneses.
- Vita Rexhepi radica en el Reino Unido por sus estudios.